# West Tripura (distrikt)
West Tripura (bengalsk: পশ্চিম ত্রিপুরা জেলা) er et distrikt i den indiske delstat Tripura. Distriktets hovedstad er Agartala.
Sprog, der tales i distriktet er bengalsk, Kakbarak og Manipuri.

## Demografi
Ved folketællingen i 2011 var der 1,725,739 indbyggere i distriktet, mod 1,532,982 i 2001. Den urbane befolkningen udgør 39,27 % af befolkningen.
Børn i alderen 0 til 6 år udgjorde 10,71 % i 2011 mod 12,58 % i 2001. Antallet af piger i den alder per tusinde drenge er 942 i 2011 mod 967 i 2001. 